# Чикоасен (муниципалитет)
Чикоасе́н (исп. Chicoasén) — муниципалитет в Мексике, штат Чьяпас, с административным центром в одноимённом городе. Численность населения, по данным переписи 2020 года, составила 5402 человека.

## Общие сведения
Название Chicoasén с языка науатль переводится как шесть.
Площадь муниципалитета равна 115,3 км², что составляет 0,2 % от площади штата, а наиболее высоко расположенное поселение Эль-Саус, находится на высоте 1210 метров.
Он граничит с другими муниципалитетами Чьяпаса: на севере с Коапильей, на востоке с Бочилем, на юго-востоке с Сояло, на юге с Осумасинтой, на юго-западе с Сан-Фернандо, и на северо-западе с Копайналой.

## Учреждение и состав
Муниципалитет был образован 8 ноября 1947 года, по данным 2020 года в его состав входит 19 населённых пунктов, самые крупные из которых:
| Код INEGI                  | Населённый пункт                                                                   | Численность населения (2005 год) | Численность населения (2010 год) | Численность населения (2020 год) |
| -------------------------- | ---------------------------------------------------------------------------------- | -------------------------------- | -------------------------------- | -------------------------------- |
| 029                        | Всего                                                                              | 5112                             | 5018                             | 5402                             |
| 0001                       | Чикоасен (исп. Chicoasén) 16°58′02″ с. ш. 93°06′19″ з. д. (административный центр) | 3346                             | 3343                             | 3947                             |
| 0012                       | Лас-Пилас (исп. Las Pilas) 17°02′21″ с. ш. 93°07′42″ з. д.                         | 265                              | 297                              | 313                              |
| 0025                       | Сокипак (исп. Zoquipak) 16°58′52″ с. ш. 93°04′22″ з. д.                            | 194                              | 186                              | 206                              |
| 0015                       | Ла-Репреса (исп. La Represa) 17°00′56″ с. ш. 93°09′22″ з. д.                       | 136                              | 154                              | 196                              |
| 0010                       | Эль-Окоте (исп. El Ocote) 17°01′23″ с. ш. 93°07′28″ з. д.                          | 143                              | 156                              | 176                              |
| 0008                       | Монте-Гранде (исп. Monte Grande) 16°58′16″ с. ш. 93°08′32″ з. д.                   | 115                              | 115                              | 120                              |
| 0043                       | СМ 31-Е (Уи-Уи) (исп. CM 31-E (Juy Juy)) 16°56′30″ с. ш. 93°06′29″ з. д.           | 413                              | 267                              | —                                |
| —                          | Прочие                                                                             | 500                              | 500                              | 444                              |
| Названия на карте Генштаба |                                                                                    |                                  |                                  |                                  |

## Экономическая деятельность
По статистическим данным 2000 года, работоспособное население занято по секторам экономики в следующих пропорциях:
- сельское хозяйство, скотоводство и рыбная ловля — 37,8 %;
- промышленность и строительство — 21,4 %;
- торговля, сферы услуг и туризма — 37,9 %;
- безработные — 2,9 %.

### Сельское хозяйство
Выращиваемые культуры: кукуруза, бобы, кофе, сахарный тростник, кунжут и фрукты.

### Животноводство
В муниципалитете разводится крупный рогатый скот, а также свиньи и домашняя птица.

### Рыболовство
В водохранилище ГЭС добывается мохарра, тилапия и сом.

### Промышленность
Гидроэлектростанция, снабжающая электричеством весь штат.

### Торговля
В муниципалитете есть магазины, реализующие товары первой и второй необходимости: продукты, одежду и обувь, мебель.

### Услуги
Предоставляемые услуги: отели, рестораны, ремонт автомобилей и бытовой техники, химчистки.

## Инфраструктура
По статистическим данным 2020 года, инфраструктура развита следующим образом:
- электрификация: 99,5 %;
- водоснабжение: 35,7 %;
- водоотведение: 97,9 %.

## Туризм
Основные достопримечательностями:
- Церковь, построенная в колониальный период;
- Водохранилище ГЭС имени Мануэля Морено Торреса, где можно заняться водными видами спорта, рыбалкой и подводным плаванием.

## Фотографии

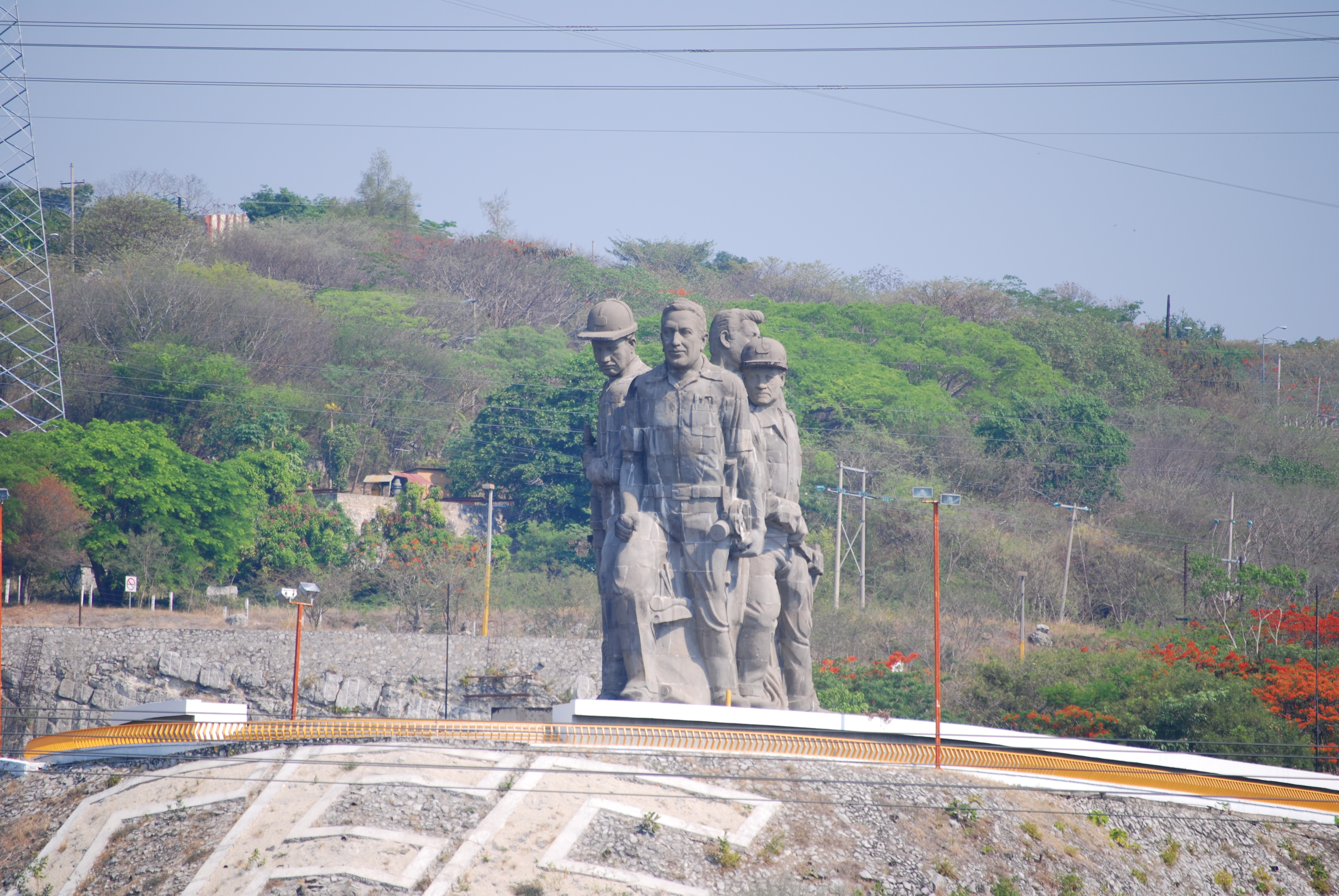
Монумент строителям дамбы
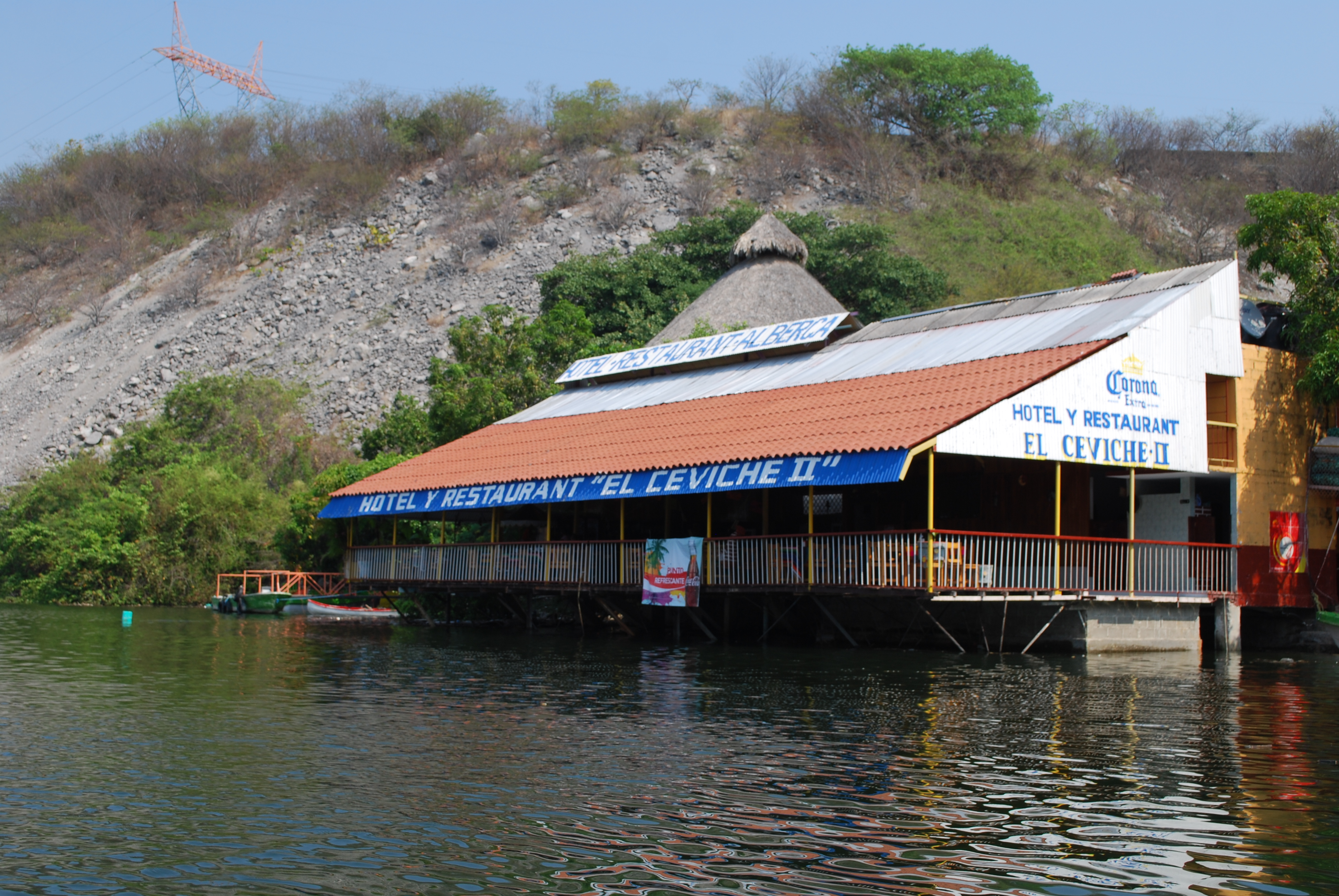
Отель и ресторан на воде
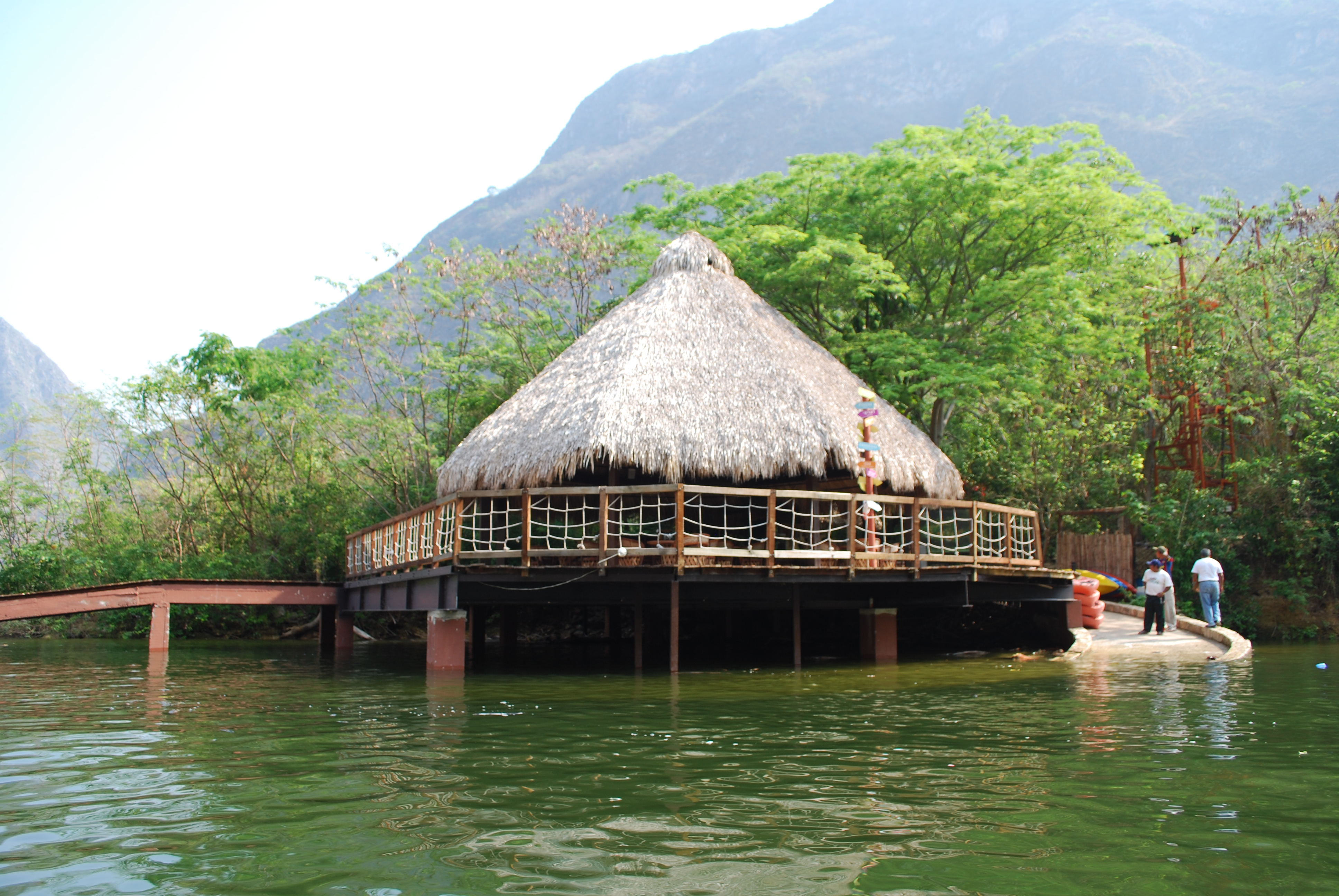
Туристические заведения на водохранилище